# Hobie Cat

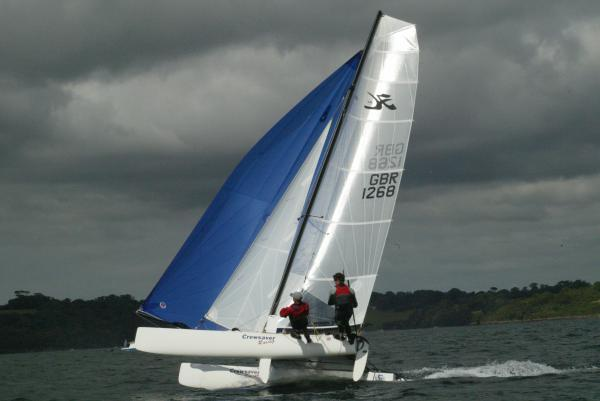
Catamaran HobieCat.

Hobie Cat est un fabricant de catamarans de sport, principalement utilisés pour la régate, l'apprentissage de la voile, ainsi que le loisir. Il existe différents modèles, d'une longueur de 12 à 21 pieds, d'une largeur de 6,8 à 8,5 pieds, et d'une hauteur de 20 à 33 pieds. Le modèle le plus populaire, le Hobie 16, est vendu depuis la fin des années 1960.
Ces bateaux sont puissants, en raison de leur légèreté, de leur aérodynamisme et de la surface de leur voile. Les Hobie 16, en particulier, sont appréciés pour ces raisons. On peut ainsi atteindre une vitesse de plus de 20 nœuds.

## Historique
En 1967, Hobart (Hobie) Alter, surfeur bien connu à Capistrano Beach (Dana Point en Californie), créa le premier catamaran de plage au monde avec coques asymétriques : le Hobie Cat 14. L'objectif de ce bateau est d'être léger (donc en fibre de verre) et de pouvoir partir de la plage en passant les vagues déferlantes. Les coques en forme de bananes bien reconnaissables, bien qu'un peu courtes, fines et trop peu espacées, en font un bateau légèrement instable (les coques s'enfoncent dans l'eau) mais déjà très apprécié.
En 1969, fort de cette première expérience, Hobie corrige son coup de crayon et crée le Hobie Cat 16, le catamaran le plus populaire depuis avec plus de 100 000 exemplaires.
En 1971, Henry “Hank” Pauloo fonde Coast Catamaran France dont il est le principal actionnaire et rapidement commence la fabrication en France, sous licence américaine des principaux modèles Hobie 14, Hobie 16, et plus tard le Hobie 18 et le Hobie 17. L'usine est située au Viet sur la commune de Pierrefeu du Var (83). À la suite d'un incendie qui détruit les ateliers et les stocks, la production des coques est délocalisée à Belgentier (83) et reprend en 1975. Hank Pauloo créait en ces années une filiale à Barcelone et une autre en Angleterre. Il lui faudra les fermer au début des années 1980. Hank Pauloo vendra ses parts à Coleman Inc, propriétaire de Coast Catamaran US et quittera la société en 1984. John Dinsdale, est alors nommé à la tête de Coast Catamaran France. Les différentes unités de l'usine seront regroupées sur un seul site à La Farlède (83) en 1987. Au début des années 1990 Coast Catamaran France sera racheté par John Dinsdale associés à quelques autres cadres de l'entreprise.
Le 13 mai 2021, la Hobie Cat Company annonce la sortie d'un nouveau bateau.

## Modèles actuels et anciens modèles remarquables

### Catamarans rotomoulés: Bravo, Wave, Getaway
Cette série de catamarans est réalisée dans du plastique rotomoulé. Elle est destinée aux débutants.
Le Bravo, d'une longueur de 12 pieds, est le plus petit. Il est prévu pour accueillir un seul navigateur, mais peut éventuellement embarquer un équipier. La bôme relativement courte (1,3 m, 53 pouces) comparée au mât de 5 m (19 pieds) entraîne une gîte considérable, comparée à d'autres. Le Bravo a la caractéristique d'être capable d'enrouler la voile autour du mât.
Le Wave (La Vague) est conçu pour deux, mais il peut être aisément manœuvré par une seule personne avec sa longueur de 13 pieds, sa bôme de 7 pieds et son mât de 20 pieds.
Le Getaway est vendu comme un social boat et dispose de plus d'espace que les autres Hobie Cat (il est prévu pour transporter jusqu'à 6 adultes). Le bateau possède un trampoline à la fois devant et derrière le mât et c'est le seul Hobie Cat rotomoulé qui dispose en série d'un foc et d'un trapèze. Mesurant 16 pieds et 7 pouces, le Getaway est aussi long que le Hobie 16. Sa bôme mesure 7 pieds et 8 pouces et son mat fait 25 pieds de haut.

### Hobie Catsy
Le Hobie Catsy, construction en rotomoulé, est le plus petit cata de la gamme, avec 3,10 m de long et 1,66 m de largeur. Et permet, grâce à un accastillage ultra simple, aux plus petits de s'initier aux joies de la voile sur deux coques.
Caractéristiques
- Longueur : 3,10 m
- Largeur : 1,66 m
- Hauteur mât : 4,10 m
- Surface GV : 5,00 m2
- Surface de foc : 0,85 m2
- Poids (environ) : 72 kg
- Équipiers : 1/2

### Hobie Dragoon
Bateau minimes, spécialement conçu pour la filière catamaran de la Fédération française de voile (FFV), avec 3,91 m de long et 2,20 m de largeur. Ce petit bateau remplit trois objectifs principaux : économie, sécurité maximale à bord, performance et évolution. Coques symétriques à gros volume insubmersibles, plan anti-dérive, grand-voile sans bôme avec prise de ris et foc en Dacron, flotteur de mât, liaison coque pont et espace trampoline conçus pour éviter toute blessure.

### Hobie 14
Le Hobie Cat 14 et le Hobie Cat 16 ont pour principales caractéristiques des coques « bananées » et asymétriques. Elles sont « plates » à l'extérieur et « bombées » à l'intérieur, ce qui permet à ces bateaux de se passer de dérives.
Le Hobie 14 est un bateau similaire au 16 mais ils sont habituellement vendus sans foc dans leur version de base. Le 14 est le premier modèle de la gamme Hobie Cat. Ces deux bateaux partagent une bonne partie de leurs accastillage, cependant la plupart des pièces du Hobie 14 sont plus petites voiles même si elles ont la même forme. 
Sans les voiles, il est difficile de déterminer si un bateau est un Hobie 16 ou un 14 (une différence notable est au niveau du foc et de la patte d'oie retenant l'étai). 
Le 14 a été conçu pour être barré par une seule personne utilisant uniquement une grand voile. Il existe une version spéciale du 14, nommée 14 turbo, qui dispose en plus d'un foc. Le foc est à enrouleur (non latté) ce qui permet au barreur (en général seule personne à bord) de le manipuler aisément et le cas échéant de le ramener tout seul en cas de fort vent.
Seul Hobie Cat Europe continue de produire le 14, alors que sa production a été arrêtée en Amérique du Nord.

### Hobie 15, club
Le Hobie Cat 15 est le « bateau école » par excellence, il pèse environ 155 kg avec une longueur de 4,90 m et a pour largeur 2,38 m. C'est le seul catamaran de sa catégorie à être homologué pour embarquer jusqu'à cinq personnes. Sa forme de coque originale et patentée lui assure une sécurité à toute épreuve ainsi qu'une grande facilité à virer de bord. Un bateau polyvalent alliant sécurité et plaisir avec lequel il est presque impossible de dessaler (chavirer). Le Hobie cat 15 club est la nouvelle référence dans les catamarans 15 pieds école de voile. Son système de quille interchangeable a été pensé pour une utilisation adaptée aux clubs et aux installations touristiques.
Il reste toutefois moins performant que son grand frère le Hobie Cat 16.

### Hobie Twixxy
Le Hobie cat Twixxy est également un excellent bateau école, car il reste facile à manœuvrer, stable et sécurisant, et permet une progression vers le catamaran de sport, qui sera plus rapide et plus technique que le Hobie cat Twixxy. Le Hobie Twixxy peut accueillir un équipage de trois personnes (deux adultes et un enfant par exemple, mais généralement manœuvré par deux personnes. Avec son accastillage simple et optimisé, il offre plus de volume pour initier un large public. Quelques caractéristiques techniques : il a une longueur de 4,38 m, une largeur de 2,30 m, avec un mât de 7 m le tout pour un poids total de 139 kg.

### Hobie Max
Le Hobie Max existe en 3 versions : le Club, le Sport et le Race +. Il est prévu pour deux à trois personnes.
Il a des coques symétriques blanches en sandwich polyester, une longueur de 4,90 m, une largeur de 2,50 m, une hauteur de mât de 8 m et un poids environ de 146 kg.
Il dispose d'une surface de GV de 11 m2 et de foc de 2,66 m2 pour les versions Club et Sport.
Pour la version Race +, il a une GV de 13 m2 et un foc de 3,66 m2 tous deux en Mylar, et un foc autovireur. Surface du spi asymétrique : 18,57 m2

### Hobie 16

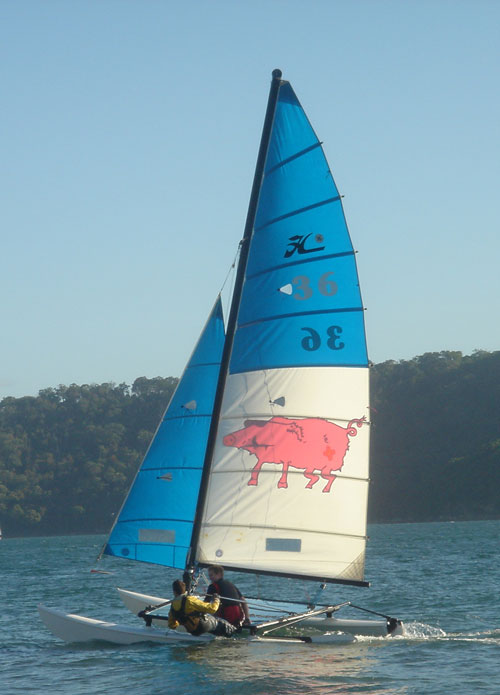
Hobie Cat 16

Le Hobie 16 est sans doute le catamaran de sport le plus populaire, tant pour son utilisation de loisirs récréatifs que pour sa monotypie en course. Le bateau mesure 5,05 mètres (16,7 pieds) de long pour 2,43 m (7,11 pieds) de large, a un mât de 7,92 m (26,6 pieds) de haut mais son poids n'excède pas 150 kg.
La surface de voilure est plus que généreuse ; 19 M2  et 35M2 en comptant le grand spinnaker "nouvelle jauge). Par comparaison , le véloce et populaire Dart 18 britannique, qui mesure 60 cm de plus hors-tout se contente de 16M2 -le spi de 13 M2 est interdit en course- et le  puissant Tornado , série ex-olympique qui fait un bon mètre de plus est voilé à 24 M2 et 49M2 avec le spi.
Cette grande surface de voilure lui confère un double visage (les humoristes parlent de Dr Jekyll et Mr Hyde) : pour les fans de petit temps c'est un bateau de promenade agréable et stable qui avance au moindre souffle de vent et peut éventuellement être confié à des équipages assez peu qualifiés, mais dès que le vent dépasse force 3 Beaufort, il ne demande qu'à lever une coque, voire à chavirer.
Un des plus grands acheteurs de Hobie Cats 16 a été le Club Méditerranée pour ses villages de vacances en bord de mer mais pour ceux bénéficiant de bonnes statistiques de vent, le Club Med (dont la finalité n'est pas l'école de voile pure et dure mais le loisir) a commandé, dans les années 80 et 90 des versions spéciales assagies utilisant le mât et la voilure du "petit frère", le Hobie 14.
Comme son petit frère le HC14, il est prévu pour partir de la plage dans les rouleaux des vagues et revenir quasiment en surfant. À l'opposé des dériveurs et des quillards, le HC16 possède des coques asymétriques qui agissent comme des plans de dérive et l'empêchent ainsi de fuir sous le vent de travers. Le foc et la grand voile sont complètement lattés et offrent une surface de plus de 19 mètres carrés (218 pieds carrés) hors spinnaker (dont la surface a été largement augmentée par une modification de jauge, au point de faire beaucoup fléchir le mât, pourtant généreusement dimensionné) . Par analogie avec les voitures de sport américaines on peut dire que le Hobie 16 c'est un moteur surpuissant monté sur un châssis assez approximatif, ce qui lui donne une « tenue de route »  surprenante dès que le vent atteint ou dépasse force 4, le Hobie 16 pouvant chavirer classiquement par le côté, mais aussi par l'avant (sancir), voire par l'arrière. Les sportifs apprécient ce côté ludique et « fun » de l'engin, mais cette débauche de puissance vélique tend  à faire vriller la plateforme dont le montage sur colonnes est sujet à prendre du jeu avec les années. Un trapèze est habituellement utilisé par l'équipier et le barreur pour empêcher le voilier de trop lever la coque au vent.
Deux trapèzes peuvent être montés en option, et par fort vent, barreur et équipier doivent se reculer au maximum, ce qui est très acrobatique: Lors d'une semaine de vitesse tenue à Brest à la fin des années 80 , un hobie 16 de série a été chronométré officiellement à presque 22 noeuds, mais pour ce "run" record, un cale pied (ou footstrap) de planche à voile avait dû être installé ...sur l'arrière de la tête de gouvernail, en dehors de la coque proprement dite, ce qui témoigne à la fois de la vélocité du HC16 et de sa tendance à enfourner et sancir par grand vent.

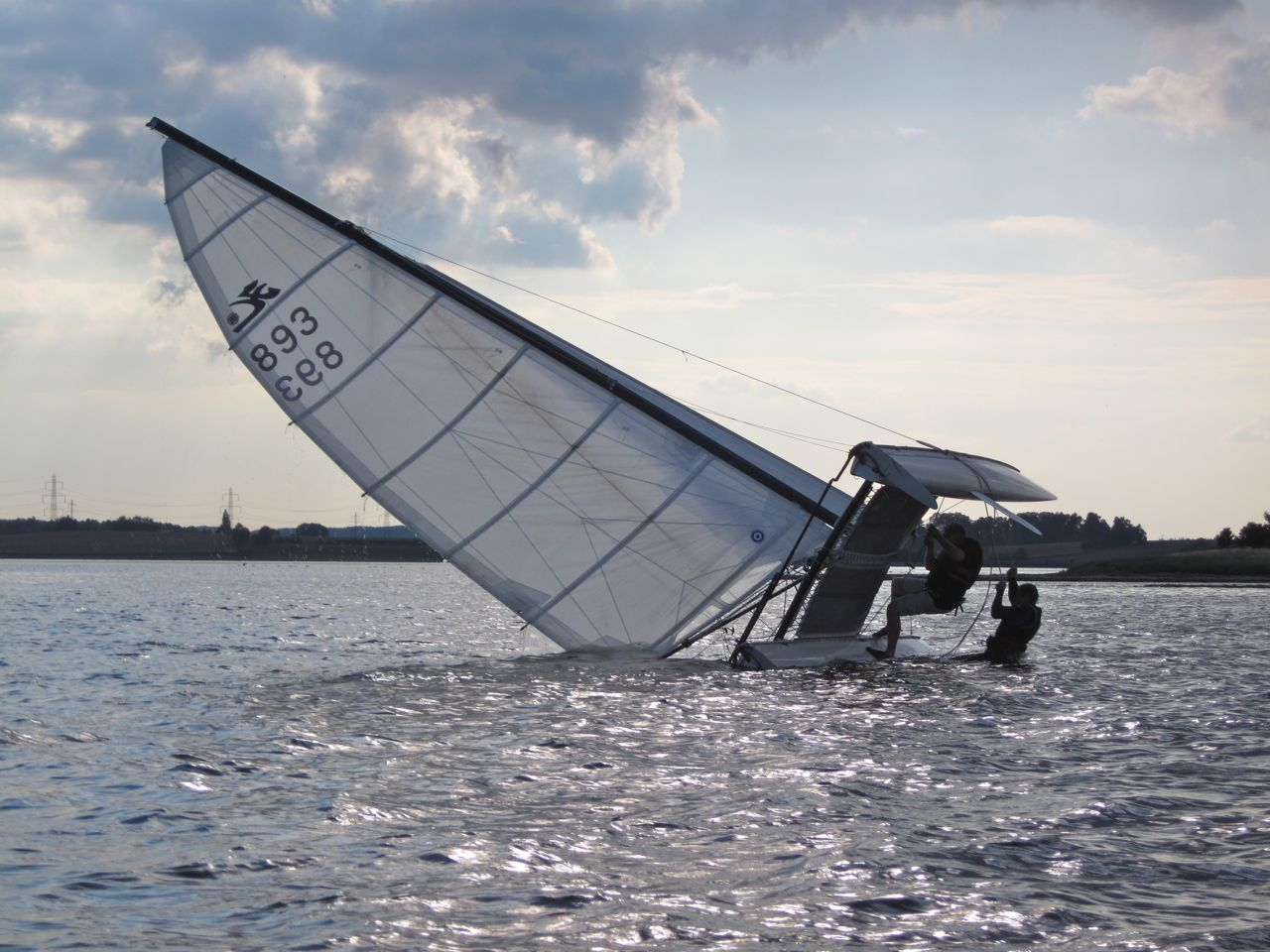
Hobie ayant dessalé

Sans maitrise, le Hobie 16 peut avoir tendance à « enfourner » aux allures portantes. Le plan de voilure nécessairement haut et la distribution des réserves de flottabilité plutôt sur l'arrière font que l'avant de la carène a tendance à « plonger » dans la mer au vent portant, risquant ainsi au moins de bloquer la progression du voilier et au pire de le faire sancir. Si le vent l'impose, l'équipage des dériveurs légers et autres catamarans de sport ont alors tout intérêt à se porter sur l'arrière pour empêcher cette tendance. C'est essentiel dans les Hobie 16, la forme très « bananée » des coques rendant cette position impérative. Il faut souligner que, par faible vent, cette originalité permet à l'équipage de ne plus intervenir sur le gouvernail, la répartition longitudinale des poids permettant à elle seule de barrer, un peu à la manière des planches à voile.
Autant l'empannage est relativement facile (sauf par grand vent où d'ailleurs il n'est évident sur aucune embarcation à voile) autant le virement de bord vent devant peut être laborieux (plus que sur les catamarans à dérives ou à ailerons) et nécessite un certain tour de main:
Les moniteurs de voile aguerris conseillent de ne lancer le virement de bord que si le HC16 a une bonne vitesse à un cap proche de l'allure du près , de mettre peu d'angle de barre en début de manœuvre (sinon les safrans des gouvernails font hydro-frein) d'accentuer progressivement cet angle quand le bateau ralentit, de conserver le foc "à contre" CàD bordé sur l'ancienne amure jusqu’à ce que le bateau ait franchement dépassé le vent debout et surtout de choquer (relâcher) l'écoute de la grand voile, une fois passé le vent debout sans quoi elle tend à renvoyer le bateau sur l'amure initiale et finalement d'abattre largement sur la nouvelle amure pour relancer le bateau.
Si on est dans une situation de manque-à-virer (bateau stoppé vent debout) une échappatoire est possible: contrebraquer les gouvernails dès que le bateau cule (part en arrière) un peu comme une auto effectuant un créneau de parking.
En compétition, les équipages entraînés parviennent cependant à virer très rapidement grâce à  un entraînement approprié à la technique du virement-bascule et à un pré-réglage judicieux de divers paramètres (inclinaison du mât ou quête, réglage de compensation longitudinale des gouvernails ainsi que de leur pincement en latéral, équilibre longitudinal judicieux...) Une telle optimisation fine (qui dépend des conditions de vent et de vagues) n'est pas envisageable sur les bateaux exploités en école de voile ou en location par un plagiste et leur utilisateur doit "faire avec" le réglage moyen et le caractère un peu rétif du bateau.
Outre sa robustesse et sa simplicité, la rapidité est un des agréments les plus pertinents du Hobie 16.
Le Hobie 16 est un des rares catamarans présents sur les trois marchés de la voile légère : la régate en monotypie, l'école de voile et la promenade-loisir. C'est un avantage important car malgré son prix assez élevé en neuf on trouve des bateaux et des jeux de voile ex compétiteurs à bon marché qui peuvent encore avoir une longue carrière et procurer de belles joies aux utilisateurs non régatiers.

### Hobie 17
Ce bateau existe en deux versions : la version Sport avec un foc et une bôme fixée sur l'embout de pied de mât dans les deux cas, pour un usage de loisirs par deux personnes, tandis que la version SE a seulement une grand-voile, il est conçu pour la course en solitaire.  Il fait 17' (5,18 m) de long, 8' (2,44 m) de large, avec un mât de 27' 7" (8,40 m) et 168 pieds carrés (15,6 m2) de surface de voile (200 ft2 ou 18,6 m2 avec le foc). Les deux versions ont des dérives pivotantes et des wings, qui sont en aluminium extrudé à l'extérieur de la coque avec une couverture vinyle ou maillée, pouvant être utilisées comme sièges, repos ou un rappel plus important en étant au trapèze.
Le plan de voilure à gréement unique ou en catboat (sans foc) permet au 17SE de bien remonter au vent, voire mieux que d'autres catamarans.

### FX-One
Fabriqué par Hobie Cat Europe, le FX-One est, à l'instar du Hobie 17, prévu pour les courses en solitaire. Avec le spi disponible en option, ce bateau peut concourir dans la « classe 1.04 » avec le spitfire de Sirena Voile et le mattia esse. Le FX-One mesure 17 pieds de long, 8 pieds et 4 pouces de large et dispose d'un mat de 27 pieds et 9 pouces. Sa surface de voile totale (sans compter le spi) est de 172 pieds carrés (16 m2). Le bateau, en configuration Formule 17, pèse 148 kg.

### Hobie 18
Le 18 possède un design de coque similaire à celui du plus récent 17, mais mesure 1 pied de plus et dispose d'une voile supplémentaire, ce qui en fait un bateau pour deux personnes. Lorsqu'il est préparé pour la catégorie de course des Hobie 18, le bateau dispose d'une grand voile et d'un foc. Il dispose aussi en option de wing comme le 17. Les Hobie Cat 18 ne sont plus vendus mais de nombreux marins enthousiastes l'utilisent encore.

### Tiger

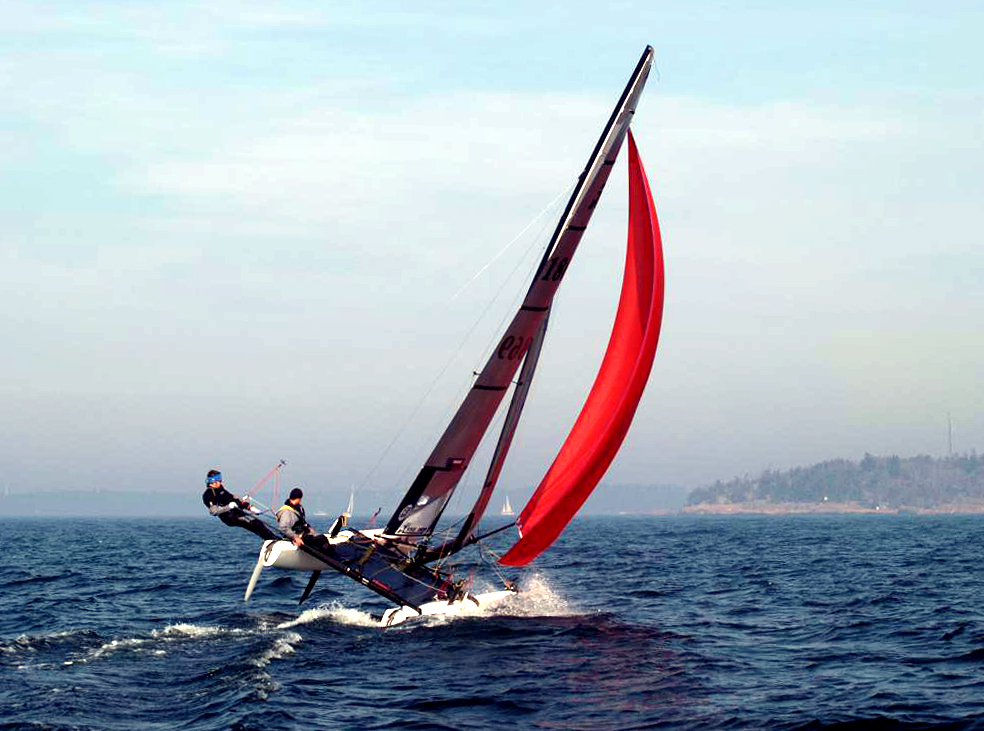
Hobie Cat Tiger, avec le coéquipier au trapèze

Fabriqué par Hobie Cat Europe, le Tiger est le bateau d'Hobie Cat prévu pour la catégorie des Formula 18. Un bateau pour deux, léger (180 kg), avec une plate-forme prévue pour percer les vagues et disposant d'une grand voile, d'un foc, d'un spi et de dérives sabre, le Tiger est très populaire et efficace en course et en Formule 18. Il constitue une « classe » à part entière. Avec 18 pieds (5,5 m) de long, 8 pieds et 6 pouces (2,6 m) de large, un mat de 29 pieds et 6 pouces (9 m) et 227 pieds carrés de voile (452 avec le spi), le Tiger est considéré comme « sous-toilé » sans le spi, et donc contrôlable par grands vents. Il est aussi rudement efficace lors des régates longues distances appelées raids. Il est le seul formule 18 à être homologué classe ISAF.

### Wild Cat
Ce Formule 18 a étraves perces vagues a été conçu pour remplacer le Tiger.  Sa production commence en 2009.
- Longueur : 5,46 m
- Largeur: 2,59 m
- Surface de voile totale: 42,0 m2

Il possède également un système de spinnaker sur avaleur.

### Miracle 20
À l'inverse du Tiger, le Miracle 20 est considéré comme « sur-toilé » avec ses 250 pieds carrés de voilure et profite des vents légers. Le Miracle mesure 19 pieds et 6 pouces de long, 8 pieds et 6 pouces de large. Il dispose d'un mât de 31 pieds et pèse 190 kg.

### Hobie 21SC
Le 21SC (signifiant Sport Cruiser) était le premier Hobie à destination des familles. Prévu pour la navigation tranquille, ce bateau dispose d'un trampoline avant, de wings, d'une place pour un moteur hors-bord et d'un réfrigérateur. Bien que plus large que les bateaux rotomodelés avec 21 pieds de long, 8 pieds et 6 pouces de large et un mât de 29 pieds de haut (pour une surface totale de voile de 222 pieds carrés), le 21SC a rapidement été remplacé par le plus rugueux et moins coûteux Getaway.

### Hobie 21SE
Les coques du SE sont similaires à celles du SC, mais la comparaison s'arrête là. En effet, le 21SE était orienté vers les performances et il disposait d'une bôme de 10 pieds et de wings. Il n'est plus produit à l'heure actuelle[Quand ?].

### TriFoiler
Le Trifoiler est le plus étrange des Hobie Cat. Ce trimaran dispose de 2 voiles (une sur chaque flotteur externe) et de 2 foilers qui soulèvent la coque en dehors de l'eau à partir d'une certaine vitesse. Avec 22 pieds de long, 19 de large et 2 mats de 18 pieds de haut, le Trifoiler est le plus gros multicoque jamais produit par Hobie Cat. Malheureusement, son prix, sa fragilité, et son utilité limitée (il est surtout efficace avec de petites vagues et un grand vent), ont poussé Hobie Cat à arrêter sa production en 2005.

## Régates
Des championnats nationaux et internationaux sont régulièrement organisés sur les différents bateaux Hobie Cat. La série la plus populaire reste le Hobie 16 qui malgré plus de 30 ans d'existence reste compétitif et a même rassemblé 172 participants pour l'européen de la série en 2006.